# دوق مونتبلانك
دوق/دوقة منتبلانك (الإسبانية:Duque de Montblanc ؛ الكتالانية:Duc de Montblanc) هو أحد ألقاب نبلاء إسبانيا، ثم أصبح لقب وريث العرش المخصصة لـ إمارة كتالونيا التي كانت جزء من تاج أراغون.
دوقية منتبلانك أنشئت من قبل خوان الأول ملك أراغون لشقيقه الأصغر مارتين في 6 يناير 1387، وعندما أصبح مارتين ملك أراغون عام 1396، أصبح اللقب ضمن ألقاب ورثة العرش.
في حرب الخلافة الإسبانية (1714-1700) كان فيليب الخامس ملك إسبانيا هو منتصر، بحيث قام إلغاء دساتير تاج أراغون بما فيها دوقية منتبلانك من خلال مراسيم نويفا بلانتا.
ومع استعادة النظام الملكي في عام 1975، تم استعادة اللقب وبالإضافة إلى ألقاب أخرى التي منعت في عام 1714، من قبل أمير فيليبي في عام 1977 وأصبح ملك إسبانيا عام 2014، وأبنته ليونور تعتبر حالياً حاملة اللقب.
|  |  |